# Système de retraite au Royaume-Uni
Le système de retraite au Royaume-Uni est l'un des plus anciens et des plus complexes parmi les systèmes de retraite en Europe. Il fut développé par des entrepreneurs sous forme de fonds de pension dès les tout débuts de la révolution industrielle. Le système de retraite par capitalisation y étant historiquement dominant depuis un siècle, l'essentiel du fardeau des retraites repose sur les épaules des salariés et des employeurs du secteur privé, via des assurances-privées. 

## Histoire
Les fonds de pension sont à l’origine créés par les employeurs, qui voient ainsi le moyen de s’attacher la main-d’œuvre, dans un contexte de faiblesse ou même d'inexistence du régime public de sécurité sociale. Fort logiquement, les considérations financières de l’entreprise l’emportent bien souvent sur l’impératif de protection dans la gestion des fonds. 
L’histoire du trust d'entreprise fait qu'il gagne peu à peu une forme d’autonomie. Traditionnellement, le bénéficiaire salarié détenait un droit portant sur la substance des biens gérés, la réparation de dommages pouvant prendre la forme d’une restitution à l’identique des biens. Le droit du bénéficiaire va progressivement se définir non pas à l’égard des biens mais de la personne du trustee, relation fiduciaire qui va connaître un virage en 1830, avec la « prudent man rule ». Cette règle stipule que le devoir du trustee n’est pas une exigence de résultat mais de moyen, celui-ci devant se comporter de manière « prudente ». L’ERISA va revitaliser cette règle, en définissant comme « prudent », donc respectueux de ses devoirs fiduciaires, celui qui gère les actifs selon les canons de la profession, qui tendent – depuis les années 1970 – à se rapprocher de la théorie moderne du portefeuille.

## Système actuel résultant des réformes des 30 dernières années
L’affiliation à un régime complémentaire est obligatoire pour les salariés, mais ces derniers ont le choix entre le régime public et des régimes de retraite privés. Le libre choix est une caractéristique importante du système de retraite britannique. Les pensions publiques ont été fortement réduites depuis une vingtaine d’années et
les gouvernants ont favorisé les dispositifs de couverture complémentaire privée.
L’affiliation à un régime complémentaire est obligatoire pour les salariés qui gagnent l’équivalent de 18 heures hebdomadaires au salaire minimum. Ceux-ci peuvent adhérer au régime complémentaire public de retraite par répartition ou bien y renoncer en faveur d’un régime privé de retraite par capitalisation agréé par l'État : soit une retraite professionnelle, organisée dans le cadre de l’entreprise, soit un fonds de pension individuel dans lequel le salarié épargne.

### Efforts des travaillistes, en 1978, pour renforcer la partie publique
Le régime complémentaire public (Serps1) verse une pension proportionnelle au salaire moyen d’activité. Il a été fondé en 1978 par le parti travailliste pour améliorer le niveau de vie des salariés ne bénéficiant pas de couverture professionnelle. Initialement, après une montée en charge, il devait fournir un quart de la moyenne des 20 meilleures années de salaire, compris entre un plancher et un plafond, et revalorisé en fonction de la rémunération moyenne. Le taux de remplacement a été fortement réduit par le parti conservateur dans les années 1980.

### Réformes de 1986 et 1995
Les réformes actuellement appliquées sont celles de 1986 (Social Security Act) et 1995 (Pensions Act), qui ont décidé un allongement progressif de la période de calcul du salaire moyen, des 20 dernières années à toute la carrière, ce qui a diminué les avantages du système public, pour qu'il soit encore plus largement complété par des retraite par capitalisation avantageuses en période de forte hausse boursière et immobilière, ou même de bulle spéculative, comme dans les années 1980 et les années 1990. Cependant, une succession de scandales a atteint la confiance envers les instruments privés d’épargne retraite. Les plans de retraite individuels vendus à la fin des années 1980 et au début des années 1990 ayant donné lieu à des pratiques commerciales à la limite de la légalité, tandis que la faillite frauduleuse du magnat des médias Robert Maxwell, qui avait pioché dans le fonds de pension de son propre groupe, avait suscité des inquiétudes. Au milieu des années 1990, près de deux millions d'anglais avaient à tort renoncé à leurs retraites d’entreprise ou à la pension complémentaire publique et opté pour des fonds de pension individuels.

### Réformes travaillistes d'après 1997
L’aide sociale en faveur des plus de 60 ans a été réformée en deux temps après le retour aux affaires du parti travailliste en 1997. Avant 1999, les plus de 60 ans bénéficiaient d’un revenu minimum (Income Support, IS) à taux majoré. En avril 1999, a été introduit un minimum vieillesse (Minimum Income Garantee, MIG), réservé aux plus de 60 ans, avec des conditions d’obtention plus souples que pour l’IS, notamment en ce qui concerne les revenus d’épargne. En octobre 2003, après une première crise boursière liée au dégonflement de la bulle internet, le MIG a lui-même été remplacé par le Pension Credit (PC) qui étend la population bénéficiaire. L’objectif de la création du PC était d’éviter que des ménages modestes ayant fait l’effort d’épargner ne se retrouvent dans le même situation que des ménages n’ayant pas épargné.

### Réforme d'avril 2001
Un nouveau système d'épargne retraite collectif a été introduit au début des années 2000. Ainsi, depuis avril 2001, toute entreprise de plus de cinq salariés a l'obligation d'instituer des plans de retraite par capitalisation standardisée, concernant tous les salariés de plus de 18 ans embauchés pour plus de trois mois. L'employeur n'est pas tenu d'y contribuer. Ce système ne garantit pas un niveau de retraites précis, et fait dépendre la valeur des pensions des retraités des performances du marché boursier ou immobilier, ce qui a provoqué de gros problèmes lors de la crise financière de 2008.

### Loi autorisant à travailler jusqu'à 70 ans
La loi propose aux Britanniques des mesures pour les inciter à travailler jusqu'à 70 ans, en leur permettant de percevoir une prime équivalente à 32 000 euros. Elle vise à augmenter le nombre de cotisants, surtout en période de plein emploi, alors que le taux d’emploi des britanniques de 15 à 64 ans est parmi les plus élevés en Europe et atteint plus de 73 % de la population. «Les gens vivent plus longtemps et la dernière chose que nous voulons est de perdre leurs talents et leur enthousiasme en raison d'un âge limite arbitraire », a expliqué en juin 2010 le ministre chargé des retraites, Iain Duncan Smith. L'espérance de vie en Grande-Bretagne est actuellement de 77 ans pour les hommes et de 81 pour les femmes.

### Encore une réforme, annoncée en 2010
Le gouvernement anglais a annoncé en juin 2010 des consultations sur une nouvelle réforme du système des retraites, par la voix du ministre du Travail et des Retraites, Iain Duncan Smith. L’âge légal de départ à la retraite, actuellement fixé à 65 ans pour les hommes et à 60 pour les femmes, passerait à 66 ans, non plus en 2024 comme l’avait prévu l’ancien Premier ministre travailliste Gordon Brown, mais dès 2016. 

## Trois piliers
Le système de retraites au Royaume-Uni est un système qui repose sur trois piliers:
- Retraite minimum d'État (système par répartition)
- Retraite complémentaire individuelle (système de droits personnels)
- Retraite complémentaire d'entreprise (système de droits personnels)